# Фомин, Александр Германович
Алекса́ндр Ге́рманович Фоми́н (род. 3 марта 1958, Жданов) — российский государственный деятель. Экс-Глава города Иваново. Вице-губернатор Ивановской области (2013-2015).

## Карьера
В 1980 году закончил Ивановский энергетический институт по специальности «Электропривод и автоматизация промышленных установок». Эксперт в области Менеджмент, местное самоуправление, межбюджетные отношения. Кандидат экономических наук.
- С 1980 по 1985 годы работал инженером отдела электрооборудования СКБ Ивановского завода тяжелого станкостроения.
- С 1985 года — начальник отдела электрооборудования СКБ Ивановского завода тяжелого станкостроения.
- В 1993 году возглавил созданное ИЗТС совместное российско-китайское предприятие ЗАО «Восток».
- С апреля 2004 года — депутат Законодательного собрания Ивановской области. Был заместителем председателя комитета по бюджету, финансам и налоговой политике; председателем комитета по экономике ЗС.
- С середины 2004 года — руководитель депутатской группы партии «Единая Россия».
- 4 декабря 2005 года избран Главой города Иванова.
- 15 декабря 2005 года вступил в должность. Осуществлял общее руководство работой администрации города, взаимодействие с городской Думой. Был секретарём городского политсовета партии «Единая Россия», членом правления Союза городов Центра и Северо-Запада России.
- С 28 декабря 2010 года — заместитель Председателя правительства Ивановской области, руководитель Комплекса развития инфраструктуры Ивановской области.[1]
- С 18 октября 2013 года — вице-губернатор Ивановской области, руководитель Комплекса развития инфраструктуры Ивановской области.
- 07 августа 2015 года — сложил с себя полномочия вице-губернатора Ивановской области, руководителя Комплекса развития инфраструктуры Ивановской области по требованию Губернатора Ивановской области Павла Конькова

Женат, двое детей.

## Награды
- 2007 — Орден Петра Великого II степени (Национальный комитет общественных наград РФ).
- 2008 — Медаль «За боевое содружество» (ФСО РФ).
- 2007 — Орден «Ивана Калиты» (Международная академия общественных наук)[2].
- 2007 — Медаль «За заслуги в строительстве и благоустройстве» (Российский наградной комитет).
- 2007 — Почетная грамота Губернатора Ивановской области.
- 2009 — диплом победителя российского конкурса «Менеджер года в государственном и муниципальном управлении-2009» в номинации «Развитие социальной сферы».

## Публикации
- Кандидатская диссертация «Финансовое обеспечение расходных обязательств муниципальных образований»[3].